# Aegus hindenburgi
Aegus hindenburgi is een keversoort uit de familie vliegende herten (Lucanidae). De wetenschappelijke naam van de soort is voor het eerst geldig gepubliceerd in 1920 door Kriesche.